# Christine Becker
Christine Joan Becker (5 ottobre 1963) è una schermitrice statunitense, specializzata nella sciabola. Ha vinto una medaglia d'oro ai Campionati mondiali di scherma.